# Рдејско језеро
Рдејско језеро (рус. Рдейское) мочварно је језеро на северозападу европског дела Руске Федерације. Смештено је у рубним деловима Валдајског побрђа, на територији Холмског рејона на југозападу Новгородске области. Географски припада знатно пространијем подручју високих Рдејских мочвара које се налазе на листи Рамсарске конвенције као заштићено природно добро Рдејски резерват природе.
Из северног дела језера отиче река Редја, лева притока реке Ловат преко које је језеро, али и цели мочварни комплекс повезано са сливом језера Иљмењ, односно даље Балтичког мора.
Површина језерске акваторије је 7,5 км², док је укупна површина сливног подручја 64,6 км². Укупна дужина обала је 16 км. Површина језера при просечном водостају се налази на надморској висини од 95 метара.
На обалама језера налазе се остаци Рдејског манастира из друге половине XVII века. Манастир су затвориле совјетске комунистичке власти 1932. године, и од тада се налази у фази пропадања и урушавања.